# Cécile Siméone
Pour les articles homonymes, voir Simeone.
 (juin 2017).
- Si vous ne connaissez pas le sujet, laissez ce bandeau (vous pouvez alors contacter les auteurs).
- Si vous supprimez le contenu mis en cause (vous pouvez préalablement contacter les auteurs),

argumentez précisément cette suppression dans la page de discussion
(un manque de référence n'est pas un argument ; une recherche réelle de référence doit avoir été effectuée, être formellement documentée).
Cécile Siméone est une animatrice et actrice française née le 7 septembre 1971 à Oullins (Rhône).

## Biographie
À la fin des années 1990, elle présente la météo sur Canal+ en remplacement de Mademoiselle Agnès, mais avec un style plus sobre.
Elle joue un petit rôle dans le film Paparazzi, sorti en 1998, où elle interprète la maîtresse cachée de Guillaume Durand.
De 2003 à 2008, elle tourne aux côtés de Bernard Tapie dans la série Commissaire Valence où elle tient le rôle de Laurence.
En 2004, elle devient animatrice pour la chaine Téva en présentant l'émission Top Model USA.
Depuis 2006, elle est animatrice sur la chaîne de sport OL TV, chaine dédiée à l'Olympique lyonnais.
En 2011, Cécile Siméone collabore avec Peter Tägtgren, leader des groupes de metal suédois Pain et Hypocrisy et producteur de renom, pour le morceau My Angel,. Cela s'est passé pendant les vacances de Peter Tägtgren, en France. On peut retrouver cette chanson sur l'album "I Am" de PAIN sortit en Mai 2024.
En 2012, elle crée « Simone Sisters », une boutique en ligne d'objets de décoration, puis ouvre une boutique physique en 2014 à Saint-Genis Laval, transférée sur les quais Saint-Antoine, sur la presqu’île de Lyon, en 2016.
Au printemps 2019, elle participe à l'émission La Maison France 5, à la rentrée suivante elle rejoint l'équipe d'architectes d'intérieur (Karine Martin, Gaëlle Cuisy et Stéphane Millet) pour la rubrique « changer ». À la suite de l'arrêt de l'émission sur France 5, elle poursuit cette activité télévisuelle dans le magazine M comme Maison diffusé sur C8 à partir d'avril 2021.

### Vie privée
Depuis juin 1999, elle est mariée à l'ancien gardien de but Dominique Casagrande et ils ont deux filles, Jade (née le 5 avril 2002) et Dévone (née le 14 septembre 2007).

## Émissions[5]

### SurCanal+
- 1996 - 1999 : Nulle Part Ailleurs (météo)
- 1997 : Dimanche en Famille, avec Philippe Dana
- 1998 : Les Gardiens du Temps

### SurFrance 2
- 2001 : Plein Soleil (chroniqueuse)

### SurTéva
- 2004 : Top Model USA

### SurNT1
- 2006 : Ciné Cannes

### SurW9
- 2006 - 2007 : E-Classement

### SurFrance 5
- 2019 - décembre 2020 : La Maison France 5

### SurC8
- avril 2021 - présent : M comme Maison